# أنشو جاين
أنشومان جاين (7 يناير 1963 في جايبور - 12 أغسطس 2022) هو بريطاني هندي  مدير أعمال. منذ عام 2017، كان رئيسًا لشركة الخدمات المالية الأمريكية كانتور فيتزجيرالد. شغل سابقًا منصب الرئيس التنفيذي المشارك لبنك دويتشه من يونيو 2012  حتى يوليو 2015. كما كان عضوًا في مجلس إدارة دويتشه بنك. قبل ذلك شغل منصب رئيس لبنك الشركات والاستثمار، وكان المسؤول عالميًا عن تمويل الشركات والمبيعات والتجارة في دويتشه بنك والأعمال المصرفية للمعاملات. بقي جاين مستشارًا للبنك حتى يناير 2016.

## النشأة والتعليم
ولد جاين في جايبور بالهند، وكان والده موظفًا مدنيًا. نشأ على تعاليم الديانة الجاينية. وهو ابن عم أجيت جين، والذي يشغل منذ 2018 منصب نائب رئيس عمليات التأمين في شركة بيركشاير هاثاواي. عندما كان جاين في السادسة من عمره، انتقل مع والده إلى نيودلهي، وانضم إلى مدرسة دلهي العامة، طريق ماثورا.
درس الاقتصاد في كلية شري رام للتجارة بجامعة دلهي فحصل على درجة البكالوريوس في عام 1983. ثم انتقل إلى الولايات المتحدة في سن التاسعة عشرة،  وفي عام 1985 حصل على ماجستير إدارة الأعمال في التمويل من كلية إيسينبيرج للإدارة في جامعة ماساتشوستس أمهيرست،  ودرس هناك مع توماس شنيويز، خبير الاستثمارات البديلة مثل العقود الآجلة والخيارات والمشتقات.

## الحياة المهنية

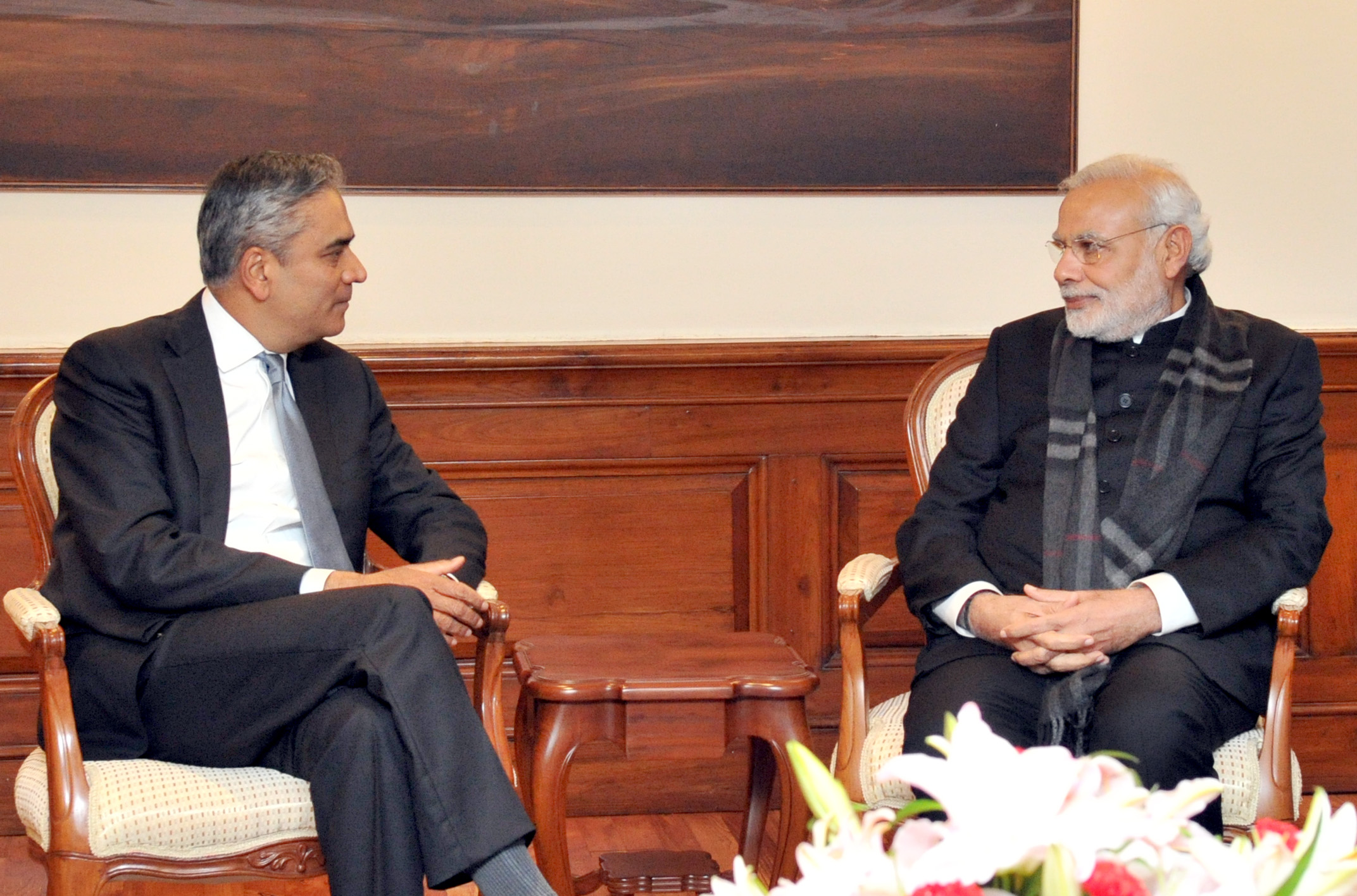
أنشومان جاين، الرئيس التنفيذي لدويتشه بنك مع رئيس وزراء الهند الرابع عشر ناريندرا مودي في نيودلهي في عام 2015.

### كيدر بيبودي وميريل لينش، 1985-1995
بعد حصوله على ماجستير إدارة الأعمال، بدأ جاين حياته المهنية في وول ستريت. تم تعيينه كمحلل في أبحاث المشتقات في كيدر ، بيبودي وشركاه، حيث عمل من عام 1985 إلى عام 1988. وفي عام 1988، انتقل إلى ميريل لينش. ليمضى بها سبع سنوات، فأسس وأدار مجموعة تغطية صناديق التحوط  حيث كان يبيع مقايضات أسعار الفائدة والمنتجات المالية الأخرى لصناديق التحوط. التقى في الشركة إدسون ميتشل، مصرفي استثماري موهوب أصبح معلمه.

## الحياة الشخصية
يعيش جاين في لندن،  ولديه أيضًا مسكن في مدينة نيويورك. زوجته، جيتيكا، كاتبة رحلات ومؤلفة كتب أطفال. لديهم طفلان. تشمل اهتماماته الكريكيت، وتصوير الحياة البرية، والاقتناء.

## روابط خارجية
- أنشو جاين على موقع IMDb (الإنجليزية)
- أنشو جاين على موقع مونزينجر (الألمانية)